# Koangjaya
Koangjaya is een bestuurslaag in het regentschap Tangerang van de provincie Banten, Indonesië. Koangjaya telt 8132 inwoners (volkstelling 2010).